# گابریل موچینو
گابریل موچینو (ایتالیایی: Gabriele Muccino؛ زادهٔ ۲۰ مهٔ ۱۹۶۷) کارگردان و فیلم‌نامه‌نویس اهل ایتالیا و برادر بزرگ‌تر سیلویو موچینو (هنرپیشه) است که معمولاً در فیلم‌های وی حضور دارد.

## فیلم‌شناسی
- اما همیشه در یاد من (۱۹۹۹)
- آخرین بوسه (۲۰۰۱)
- مرا به خاطر بسپار، عشق من (۲۰۰۳)
- در جستجوی خوشبختی (۲۰۰۶)
- هفت پوند (۲۰۰۸)
- بازی برای یادگاری (۲۰۱۲)
- پدران و دختران (۲۰۱۵)
- هیچ‌کجا مثل خانه نیست (۲۰۱۸)